# Nayef bin Sultan Al Shaalan
Nayef bin Sultan al-Shaalan (en arabe, نايف بن فواز الشعلان) est un membre par alliance de la dynastie saoudienne, condamné pour trafic de stupéfiants en France en 2007.

## Famille
Nayef bin Sultan Al Shaalan est le gendre, tout comme son frère jumeau Saoud, du ministre saoudien Abderrahmane ben Abdelaziz Al Saoud, ancien vice-ministre de la Défense et de l’Aviation, membre du puissant et soudé groupe des « Sept Soudayris » les sept frères germains fils de Hassa bint Ahmed Al Soudayri.
Le frère aîné de Nayef, Nawaf, a épousé une fille du roi (depuis 2005) Abdallah ben Abdelaziz Al Saoud.

## Pétrole et trafic de drogue
Nayef a investi dans le commerce du pétrole en Colombie et au Venezuela,,. Il occupait une position de haut rang dans la diplomatie.
Le 16 mai 1999, un avion Boeing 727 piloté par le personnel de Skyways International se retrouve bloqué au sol près de Paris,  à l’aéroport du Bourget : la police française a découvert à bord deux tonnes de cocaïne avec à son bord, le prince[réf. souhaitée]. Selon les enquêteurs des services américains, ce trafic a rapporté 20 millions de dollars à Al Shaalan. Fait incriminant : Al Shaalan avait déjà été impliqué dans un trafic de stupéfiants en 1984.
Le 10 mai 2007, le prince est condamné au tribunal de Bobigny à dix années de prison par contumace, avec ses dix coïnculpés.
En appel Nayef a été jugé à l’automne 2008, toujours par défaut, par la cour d’appel de Paris qui ajoute aux 10 ans de prison une amende de 7 millions d’euros (7 M€). 
En janvier 2011, on apprend que la Cour de cassation a rejeté le pourvoi formé par Nayef.  
Selon son avocat maître Jacques Vergès, Al Shaalan est victime d'un complot américain visant à déstabiliser le régime vénézuélien, la diplomatie française qui serait mouillée dans ce trafic, et les saoudiens avec qui les relations diplomatiques se sont tendues depuis le 11 septembre 2001.

## Suspicion de liens avec des organisations terroristes
Lors d'une visite du ministre belge des Affaires étrangères Didier Reynders chez Nayef (2012), ce dernier a déclaré être « tous les jours en contact (par satellite) avec des membres de l'opposition syrienne » .